# راؤول ساينز
راؤول ساينز (بالإسبانية: Raul Sáenz)‏ هو شخصية أعمال مكسيكي، ولد في 1910، وتوفي في 1982.